# Brasserie Belle-Vue

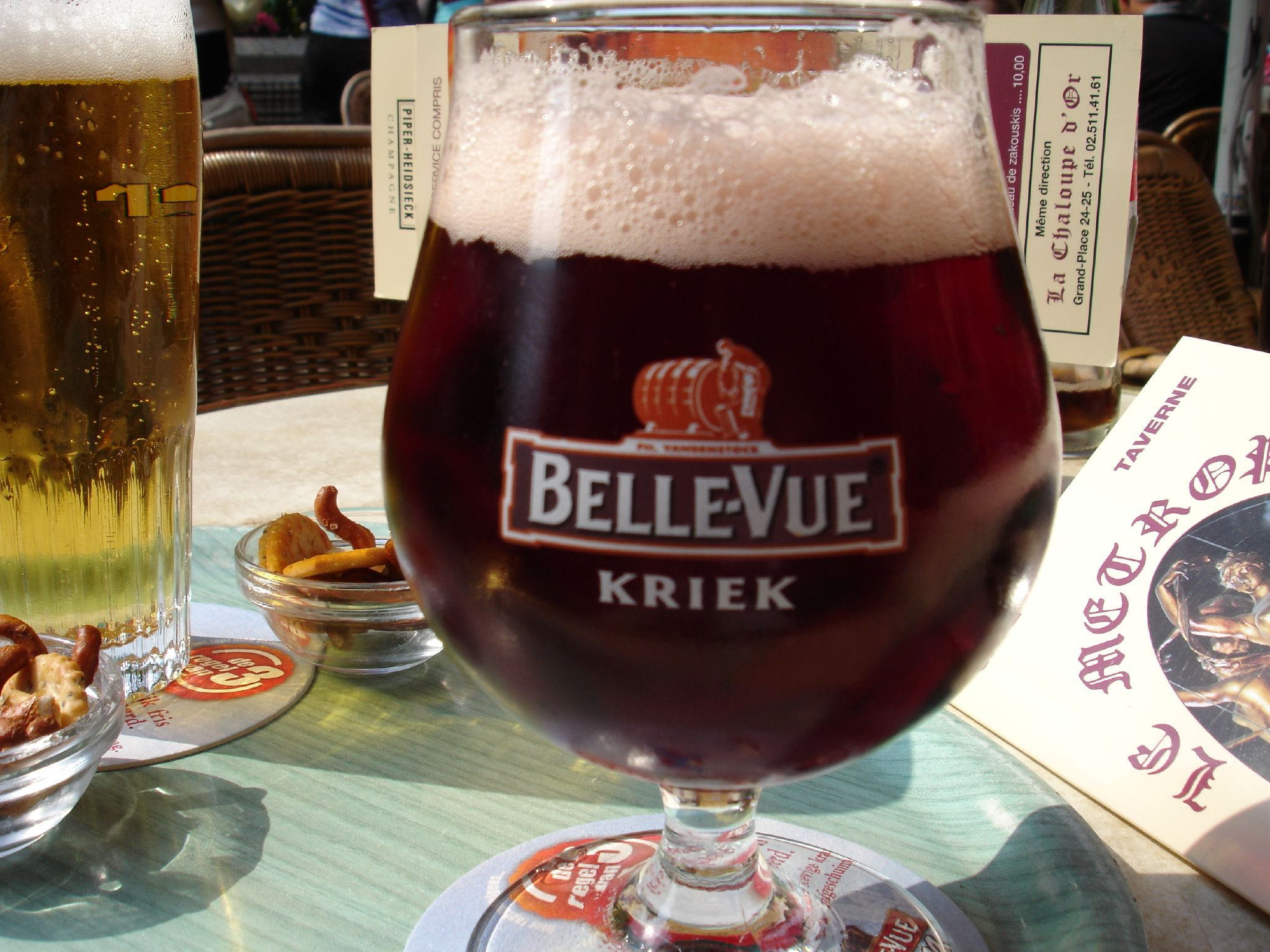
Cerveza servida en una copa con el nombre del establecimiento Brasserie Belle-Vue

La Brasserie Belle-Vue (en holandés: Brouwerij Belle-Vue) es una cervecería situada en la localidad de Leeuw-Saint-Pierre en la provincia del Brabante Flamenco en Bélgica. Es la mayor cervecería que produce cerveza de tipo lambic (cerveza con fermentación espontánea como la gueuze, la kriek o la framboise). La empresa es parte del grupo AB InBev.

## La historia
En 1913, Philémon Vanden Stock, propietario de un café en Bruselas originario de Itterbeek, se convirtió en fabricante de cerveza gueuze al comprar los mostos de diferentes productores y los mezclaba para crear sus propias gueuzes. En 1927, se convirtió en el dueño de la cafetería Belle-Vue en Anderlecht y le da el nombre de su establecimiento a las gueuzes que vende. En 1943, adquirió la cervecería Frans Vos-Kina en Molenbeek-Saint-Jean, renombrándola como brasserie Belle-Vue. 
A su muerte, en 1945, su hijo, Constant Vanden Stock, también jugador y, a continuación, presidente del club de fútbol de la RSC Anderlecht, así como el yerno de Philémon, Octave Collin se encarga del negocio familiar haciéndolo crecer (mediante fusión o absorción de varias cervecerías competidoras) y se convierte en la fábrica de cerveza productora de gueuzes en el país.
Los hijos de Constant (Roger Vanden Stock) y Octave (Philippe Collin)retoman la elaboración pero, en 1991, venden la empresa al grupo Interbrew, que más tarde se convirtió en AB InBev. 
En 2008, la fábrica de cerveza abandona Molenbeek-Saint-Jean para trasladarse a nuevas instalaciones en Sint-Pieters-Leeuw en la región flamenca, más cercana a Bruselas. El sitio de la antigua fábrica de cerveza en Molenbeek, fue transformado en un hotel de 150 habitaciones.
Con una producción anual de 360 000 hl (2010), la fábrica de cerveza produce una parte significativa (aproximadamente del 50 %) de la cerveza de tipo lambic del mercado belga, y, de hecho, el mercado mundial como Bélgica es el único productor de este tipo de cerveza. La mayoría de los otros cerveceros de lambic son agrupados en el consejo superior de lámbicas artesanales (HORAL).

## Principales cervezas
El gueuzes Belle-Vue consisten en alrededor de dos tercios de cebada y un tercio de trigo, de fermentación espontánea con una mezcla de lambics joven (1 año) y viejas (de 2 a 3 años). La fermentación espontánea debido a las células de levadura que se encuentran en el aire del valle de la Sena. Se comercializan principalmente en botellas de 25 cl.
- Belle-Vue Gueuze, una cerveza rubia de 5,2% de alcohol por volumen.
- Belle-Vue Kriek , una cerveza afrutada con cerezas guinda, de 5,2% de alcohol por volumen.
- Belle-Vue Kriek Extra, una cerveza afrutada, más dulce que la Kriek de 4,3% en alcohol por volumen.
- Belle-Vue Framboise, una cerveza afrutada de frambuesas, de 5,2% de alcohol por volumen.
- Belle-Vue Framboise Extra, una cerveza afrutada, más dulce que la Framboise, con 2,9% de alcohol por volumen.

Para la exportación (especialmente en Francia), la gueuze, la kriek y la framboise se comercializan bajo el nombre de Bécasse.